# Campeonato Africano de Ginástica Artística de 2006 - Resultados masculinos
Os resultados masculinos do Campeonato Africano de Ginástica Artística de 2006 contaram com todas as oito provas.

## Resultados

### Individual geral
| Posição | Ginasta                | Solo.  | Cavalo com alças. | Argolas. | Salto sobre a mesa. | Barras paralelas. | Barra fixa. | Total  |
| ------- | ---------------------- | ------ | ----------------- | -------- | ------------------- | ----------------- | ----------- | ------ |
|         | TUN Bouallegue Wajdi   | 15.200 | 13.600            | 13.950   | 15.750              | 14.800            | 12.800      | 86.100 |
|         | RSA Troy Sender        | 14.300 | 13.300            | 14.100   | 15.250              | 13.950            | 13.850      | 84.750 |
|         | RSA Cristiam Brezeanu  | 14.400 | 13.200            | 14.150   | 14.150              | 13.650            | 12.350      | 81.900 |
| 4       | BOT Kutlwano Mothibi   | 13.300 | 12.750            | 13.400   | 15.150              | 13.450            | 13.500      | 81.550 |
| 5       | TUN Arfaovi Sabeur     | 13.950 | 14.050            | 12.800   | 14.300              | 13.000            | 12.550      | 80.650 |
| 6       | RSA Tyronne Morris     | 13.450 | 12.800            | 13.050   | 14.500              | 13.250            | 9.900       | 76.950 |
| 7       | NAM Ulrich Schoeman    | 11.650 | 11.300            | 12.750   | 14.100              | 12.450            | 11.750      | 74.000 |
| 8       | TUN Bannouri Haykal    | 14.100 | 10.350            | 12.700   | 14.050              | 12.250            | 10.200      | 73.650 |
| 9       | ALG Sid Ali Ferdjani   |        | 14.650            | 14.000   | 15.000              | 15.200            | 14.050      | 72.900 |
| 10      | ALG Abdelkader Guettaf | 14.400 |                   | 15.150   | 14.800              | 14.000            | 12.900      | 70.250 |
| 11      | ALG Youcef Sebti       | 13.850 | 14.000            |          | 12.550              | 13.400            | 14.100      | 67.900 |
| 12      | ALG Karim Guezgouz     | 12.850 | 11.650            | 13.500   | 15.400              |                   | 13.100      | 66.500 |
| 13      | SEN Mamadou Fall       | 11.300 | 7.350             | 9.650    | 11.950              | 9.450             | 8.300       | 58.000 |
| 14      | SEN Ousseynou Ndiaye   | 11.100 | 7.950             | 9.950    | 12.400              | 8.250             | 7.900       | 57.550 |
| 15      | SEN Youssoupha Mbodji  | 10.450 | 8.300             | 8.550    | 12.150              | 8.200             | 9.000       | 56.650 |
| 16      | ALG Fatah Ait Saada    | 13.850 | 13.850            | 14.800   |                     | 13.600            |             | 56.100 |
| 17      | RSA Lindsay Adams      | 13.000 |                   |          | 14.750              | 13.250            | 13.000      | 54.000 |
| 18      | RSA Thabane Dlamini    |        |                   | 12.300   |                     |                   |             | 12.300 |

| Pos. | Ginasta               | Pts    |
| ---- | --------------------- | ------ |
|      | TUN Bouallegue Wajdi  | 14.700 |
|      | RSA Troy Sender       | 14.000 |
|      | ALG Fatah Ait Saada   | 13.850 |
| 4    | TUN Bannouri Haykal   | 13.700 |
| 5    | BOT Kutlwano Mothibi  | 12.650 |
| 6    | RSA Cristian Brezeanu | 12.500 |
| 7    | NAM Ulrich Schoeman   | 11.700 |

| Pos. | Ginasta               | Pts    |
| ---- | --------------------- | ------ |
|      | ALG Sid Ali Ferdjani  | 14.150 |
|      | ALG Youcef Sebti      | 13.750 |
|      | RSA Troy Sender       | 13.700 |
|      | TUN Bouallegue Wajdi  | 13.700 |
| 5    | TUN Arfaoui Sabeur    | 13.050 |
| 6    | RSA Cristian Brezeanu | 12.750 |
| 7    | NAM Ulrich Schoeman   | 11.650 |
| 8    | BOT Kutlwano Mothibi  | 11.350 |

| Pos. | Ginasta                | Pts    |
| ---- | ---------------------- | ------ |
|      | ALG Fatah Ait Saada    | 14.950 |
|      | ALG Abdelkader Guettaf | 14.850 |
|      | TUN Bouallegue Wajdi   | 14.150 |
| 4    | RSA Cristian Brezeanu  | 13.800 |
| 4    | RSA Troy Sender        | 13.800 |
| 6    | NAM Ulrich Schoeman    | 13.300 |
| 7    | BOT Kutlwano Mothibi   | 13.150 |

| Pos. | Ginasta               | Pts    |
| ---- | --------------------- | ------ |
|      | TUN Bouallegue Wajdi  | 15.363 |
|      | RSA Cristian Brezeanu | 15.163 |
|      | BOT Kutlwano Mothibi  | 14.788 |
| 4    | RSA Lindsay Adams     | 14.438 |
| 5    | ALG Karim Guezgouz    | 13.975 |
| 6    | SEN Ousseynou Ndiaye  | 12.300 |
| 7    | SEN Youssoupha Mbodji | 11.838 |
| 8    | TUN Arfaoui Sabeur    | 0.000  |

| Pos.              | Ginasta                | Pts    |
| ----------------- | ---------------------- | ------ |
|                   | TUN Bouallegue Wajdi   | 14.675 |
|                   | TUN Arfaoui Sabeur     | 13.975 |
|                   | ALG Sid Ali Ferdjani   | 13.675 |
| Medalha de bronze | ALG Abdelkader Guettaf | 13.675 |
| 5                 | RSA Troy Sender        | 13.625 |
| 5                 | RSA Cristian Brezeanu  | 13.550 |
| 7                 | BOT Kutlwano Mothibi   | 13.300 |
| 8                 | NAM Ulrich Schoeman    | 13.025 |

| Pos. | Ginasta              | Pts    |
| ---- | -------------------- | ------ |
|      | ALG Youcef Sebti     | 14.775 |
|      | BOT Kutlwano Mothibi | 14.275 |
|      | ALG Sid Ali Ferdjani | 14.250 |
| 4    | RSA Lindsay Adams    | 12.900 |
| 5    | NAM Ulrich Schoeman  | 12.650 |
| 6    | RSA Troy Sender      | 12.150 |
| 7    | TUN Bouallegue Wajdi | 0.000  |
| 8    | TUN Arfaoui Sabeur   | 0.000  |

### Equipes
Finais
| Posição | País          | Ginastas                                                                        | Total   |
| ------- | ------------- | ------------------------------------------------------------------------------- | ------- |
|         | Argélia       | Sid Ali Ferdjani Fatah Ait Saada Youcef Sebti Abdelkader Guettaf Karim Guezgouz | 256.800 |
|         | África do Sul | Troy Sender Cristiam Brezeanu Tyronne Morris Lindsay Adams Thabane Dlamini      | 247.300 |
|         | Tunísia       | Bannouri Al Hayk Arfaovi Sabeur Bannouri Al Hayk                                | 240.400 |
| 4       | Senegal       | Mamadou Fall Youssoupha Mbodji Ousseynou Ndiaye                                 | 172.200 |